# Len Blavatnik
Sir Leonard Valentinovich Blavatnik (Odessa, 14 de junho de 1957) é um empresário, investidor e filantropista britânico, nascido na União Soviética. Até maio de 2020, Blavatnik era considerada a 4ª pessoa mais rica do Reino Unido. Em 25 de jlho de 2020, a publicação norte-americana Forbes listou Blavatnik como a 45ª pessoa mais rica do mundo, com uma fortuna estimada em US$ 25,9 bilhões. Em 2017, Blavatnik recebeu o título Knight Bachelor em virude dos seus trabalhos filantrópicos.